# Fotbalistul azer al anului
Premiul Fotbalistul azer al anului (azeră Azərbaycanda ilin futbolçusu) este acordat anual celui mai bun fotbalist azer. Premiul este acordat în fiecare an din 1991, iar câștigătorul este ales de cei mai buni jurnaliști din presa azeră.

## Fotbalistul azer al anului
| Sezon | Câștigător      | Locul doi          | Locul trei                                    |              |
| ----- | --------------- | ------------------ | --------------------------------------------- | ------------ |
| 1991  | Samir Alakbarov |                    |                                               |              |
| 1992  | Samir Alakbarov |                    |                                               |              |
| 1993  | Samir Alakbarov |                    |                                               |              |
| 1994  | Yunis Huseinov  |                    |                                               |              |
| 1995  | Nu a acordat    | Nu a acordat       | Nu a acordat                                  | Nu a acordat |
| 1996  | Vidadi Rzayev   |                    |                                               |              |
| 1997  | Faig Jabbarov   |                    |                                               |              |
| 1998  | Yunis Huseinov  |                    |                                               |              |
| 1999  | Tarlan Ahmadov  | Zaur Tagizade      | Gurban Gurbanov                               |              |
| 2000  | Emin Agayev     | Tarlan Ahmadov     | Emin Guliyev                                  |              |
| 2001  | Zaur Tagizade   | Jahangir Hasanzade | Mahmud Gurbanov                               |              |
| 2002  | Samir Aliyev    | Kamal Guliyev      | Tarlan Ahmadov                                |              |
| 2003  | Gurban Gurbanov | Farroukh Ismayilov | Kamal Guliyev                                 |              |
| 2004  | Rashad Sadygov  | Zaur Ramazanov     | Emin Guliyev                                  |              |
| 2005  | Rashad Sadygov  | Zaur Tagizade      | Anatoli Ponomarev                             |              |
| 2006  | Jeyhun Sultanov | Farhad Veliyev     | André Luiz Ladaga                             |              |
| 2007  | Mahmud Gurbanov | Zaur Ramazanov     | Branimir Subašić                              |              |
| 2008  | Kamran Agayev   | Rashad Sadygov     | Zaur Ramazanov                                |              |
| 2009  | Vagif Javadov   | Rashad Sadygov     | Mahir Shukurov                                |              |
| 2010  | Rashad Sadygov  | Kamran Agayev      | Ruslan Abishov                                |              |
| 2011  | Rauf Aliyev     | Afran Ismayilov    | Ruslan Abishov                                |              |
| 2012  | Ruslan Abishov  | Javid Imamverdiyev | Vugar Nadirov                                 |              |
| 2013  | Rashad Sadygov  | Rauf Aliyev        | Kamran Agayev, Ruslan Abishov, Mahir Shukurov |              |

## Portarul anului din fotbalul azer
| 2009 | Kamran Agayev (AZE) | Khazar Lankaran |
| 2011 | Kamran Agayev (AZE) | Khazar Lankaran |
| 2012 | Kamran Agayev (AZE) | Khazar Lankaran |